# Ecdyonurus solus
Ecdyonurus solus is een haft uit de familie Heptageniidae. De wetenschappelijke naam van de soort is voor het eerst geldig gepubliceerd in 2007 door Prokopov & Godunko.
De soort komt voor in het Palearctisch gebied.